# Grönkål
Grönkål (Brassica oleracea var. sabellica), även kallad  prydnadskål, bladkål eller kruskål, är en sortgrupp av arten kål med mörkt gröna eller blågröna, krusiga blad på utdragna stänglar. Grönkål är rik på både järn, C-vitamin, A-vitamin och lutein.
Grönkål är vinterhärdig, den kan stå ute i snö och skördas efter behov.
Grönkål är vanligt förekommande på julbordet, som dekoration, i hela Sverige. I södra Halland (och även i nordvästra Skåne) är den ännu viktigare eftersom den är huvudingrediensen i långkål, ett av julbordets måsten för många hallänningar.